# شهرستان ژونگبا
شهرستان ژونگبا (به لاتین: Zhongba County) یک شهرستان‌های جمهوری خلق چین در چین است که در شیگاتسه واقع شده‌است.